# Endó Keita
Endó Keita (遠藤 渓太) (Aszahi-ku, 1997. november 22. –) japán válogatott labdarúgó.

## Klub
A labdarúgást a Yokohama F. Marinos csapatában kezdte. 103 bajnoki mérkőzésen lépett pályára és 13 gólt szerzett. 2019-ben japán bajnoki címet szerzett. 2020-ban az Union Berlin csapatához szerződött.

## Nemzeti válogatott
A japán U20-as válogatott tagjaként részt vett a 2017-es U20-as labdarúgó-világbajnokságon. 2019-ben debütált a japán válogatottban. A japán válogatottban 2 mérkőzést játszott.

## Statisztika
| Japán válogatott | Japán válogatott | Japán válogatott |
| Időszak          | Mérk.            | gól              |
| ---------------- | ---------------- | ---------------- |
| 2019             | 2                | 0                |
| Összesen         | 2                | 0                |

## Sikerei, díjai
Klub
- Japán bajnokság: 2019